# Die Zukunft einer Illusion
Die Zukunft einer Illusion (en alemany en l'original, català: L'avenir d'una il·lusió) és un assaig escrit el 1927 per Sigmund Freud. Hi descriu la seua interpretació sobre els orígens, desenvolupament i psicoanàlisi de la religió, així com el seu futur. Freud veia la religió com un fals sistema de creences.

## Acollida
Freud envià una còpia de Die Zukunft einer Illusion al seu amic Romain Rolland. Mentre que Rolland, a grans trets, estava d'acord amb la valoració que Freud feia de la religió, qüestionà que Freud hagués descobert la font vertadera del sentiment religiós, que ell adscrivia a un "sentiment oceànic". El psiquiatre Carl Gustav Jung, creador de la psicologia analítica, escrigué que Die Zukunft einer Illusion "dona el millor testimoniatge possible" del pensament primerenc de Freud, "que voreja els límits entre el racionalisme antiquat i el materialisme científic de la fi del segle dènou". El crític Harold Bloom considera Die Zukunft einer Illusion "un dels fracassos més grans de la crítica a la religió". Bloom creu que Freud subestimà la religió i va ser, per tant, incapaç de deslegitimar-la d'una manera efectiva. Hui, alguns especialistes interpreten els arguments de Freud com una manifestació de la fal·làcia genètica, segons la qual una creença és considerada falsa o no verificable basant-se'n en l'origen.